# Isola di Lindau
L'isola di Lindau si trova nella zona orientale del lago di Costanza (Bodensee in tedesco) e fa parte del territorio della città tedesca di Lindau, capoluogo dell'omonimo circondario. Sull'isola si trova la parte vecchia della città. Essa costituisce una delle dieci frazioni nelle quali è articolata la città.

## Geografia fisica
L'isola di Lindau conta oggi circa tremila abitanti, residenti su una superficie di 0,68 km².
Essa è la seconda isola del Lago di Costanza, sia per superficie che per popolazione, dopo l'isola di Reichenau. Per molti secoli fu la prima per popolazione e dovette cedere il posto a quella di Reichenau causa la perdita di abitanti della città vecchia nella prima parte degli anni 1980. Negli anni 1970 gli abitanti dell'isola erano 4.413 e nel 1925 perfino 5.968.
L'isola ora non è più sede dell'amministrazione comunale di Lindau, che si trova nella frazione di Reutin, ma ospita ancora la sede amministrativa del circondario omonimo.
La città vecchia è separata dal quartiere di Aeschach, sulla terraferma, dal cosiddetto Kleinen See (Piccolo lago). Questo è attraversato da un ponte stradale lungo 150 m ad est e da un ponte-diga ferroviario lungo 410 m.
La città vecchia di Lindau occupa gran parte dell'isola ad est. La piccola parte occidentale della città, ad ovest delle storiche mura e dell'ex fossato (e quindi una volta un'isola separata) e oggi ad ovest della ferrovia, si chiama Hintere Insel (Isola posteriore). Questa parte posteriore venne ampliata di circa 4 ettari a spese del lago ed oggi occupa circa un sesto della superficie dell'isola ed è dominata da una clinica otorinolaringoiatria e da una di chirurgia estetica. Nel punto più occidentale dell'Isola posteriore (e anche dell'intera isola) venne eretta nel 1508 la Pulverturm, torre facente parte, insieme alle mura, dell'apparato di difesa passiva dell'isola.

## Storia
La storia dell'isola è inseparabile da quella del comune di appartenenza.

## Galleria d'immagini

### Il porto

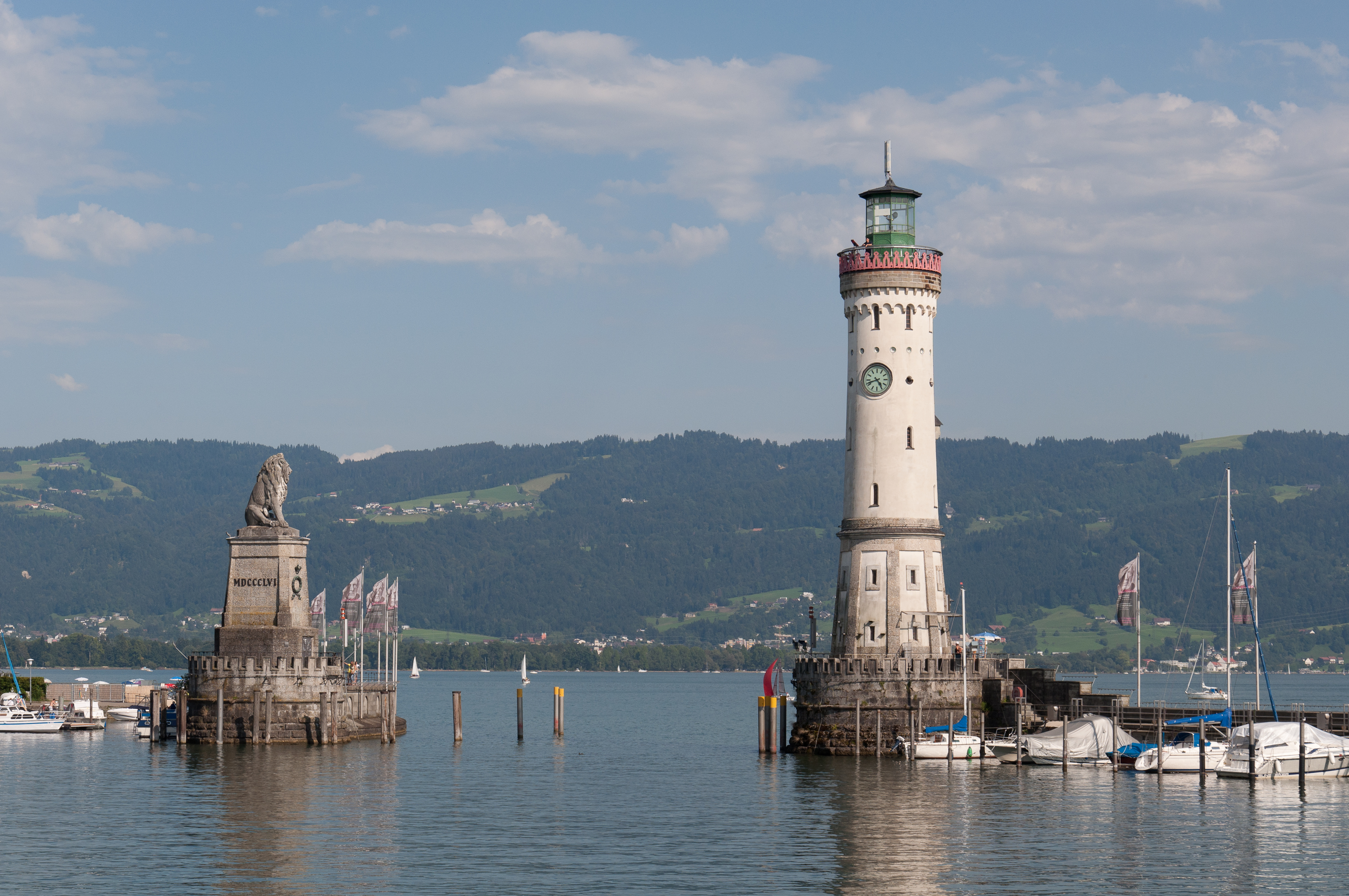
Ingresso al porto con il Leone bavarese e il faro
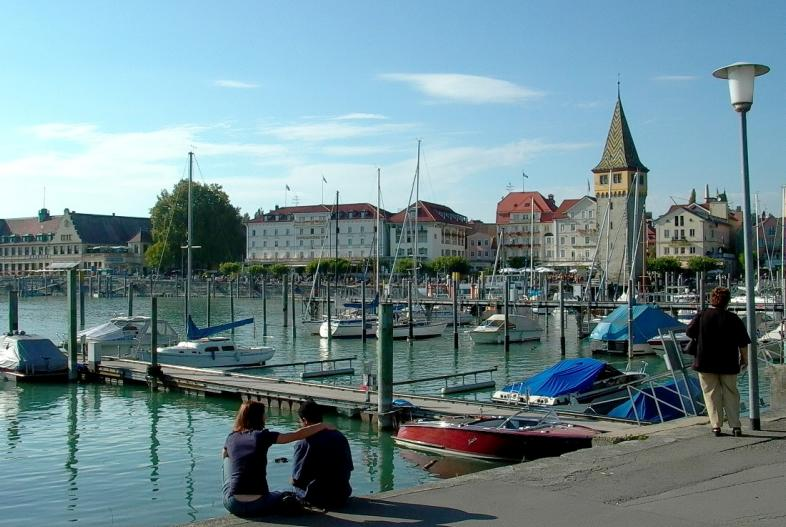
Porto e Mangturm

### La città vecchia

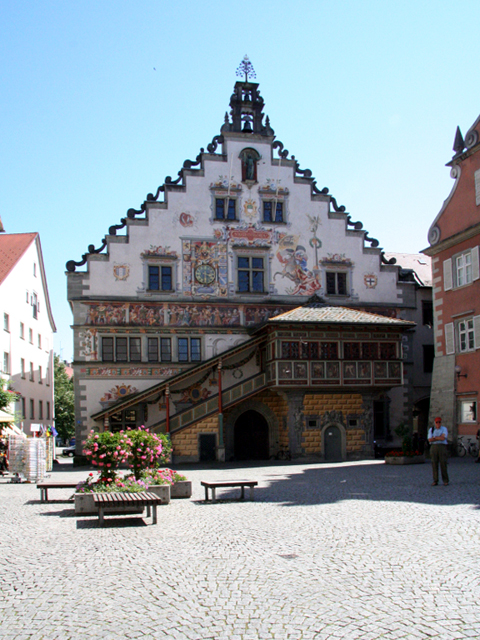
Vecchio municipio
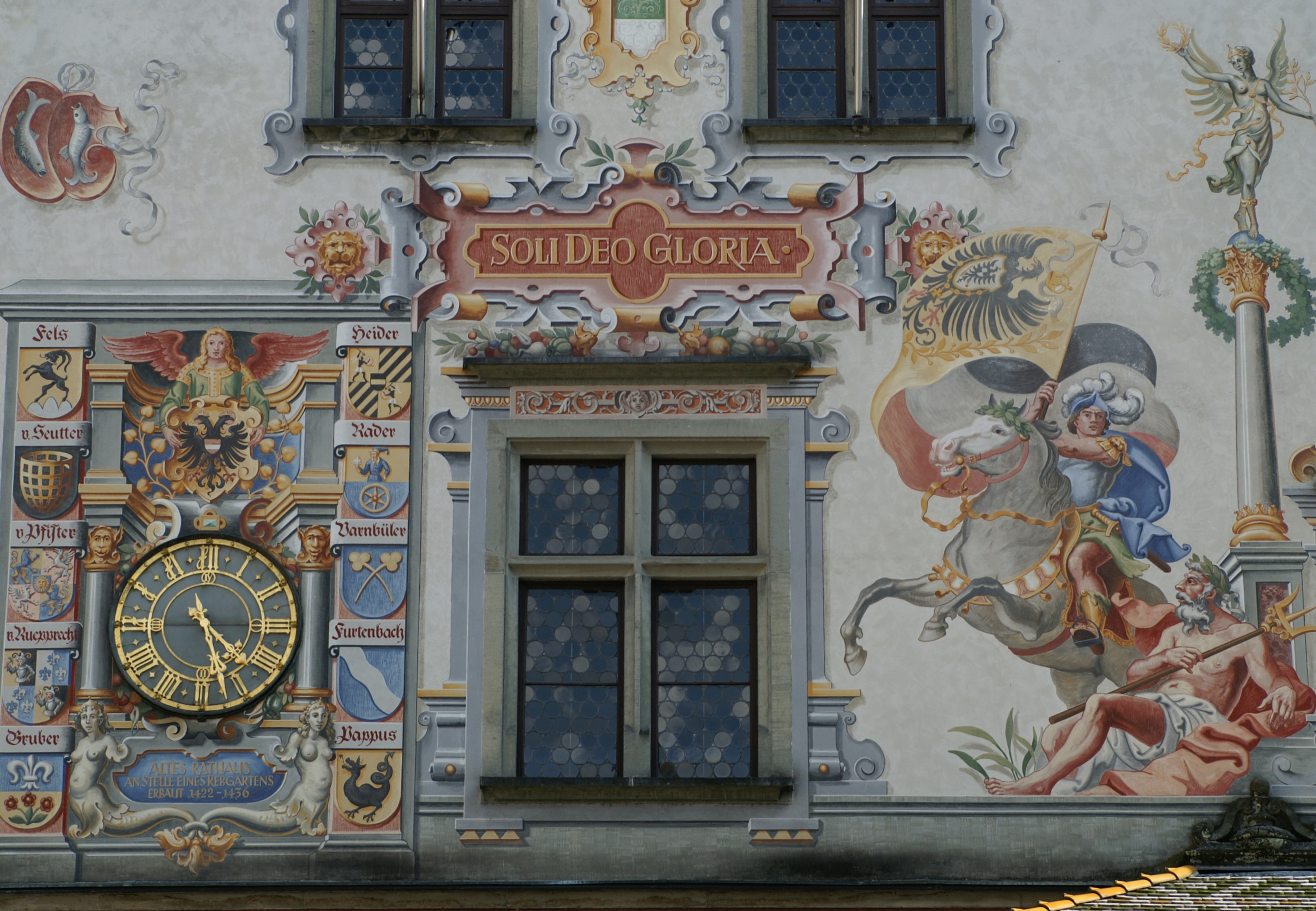
Vecchio municipio (Particolare)
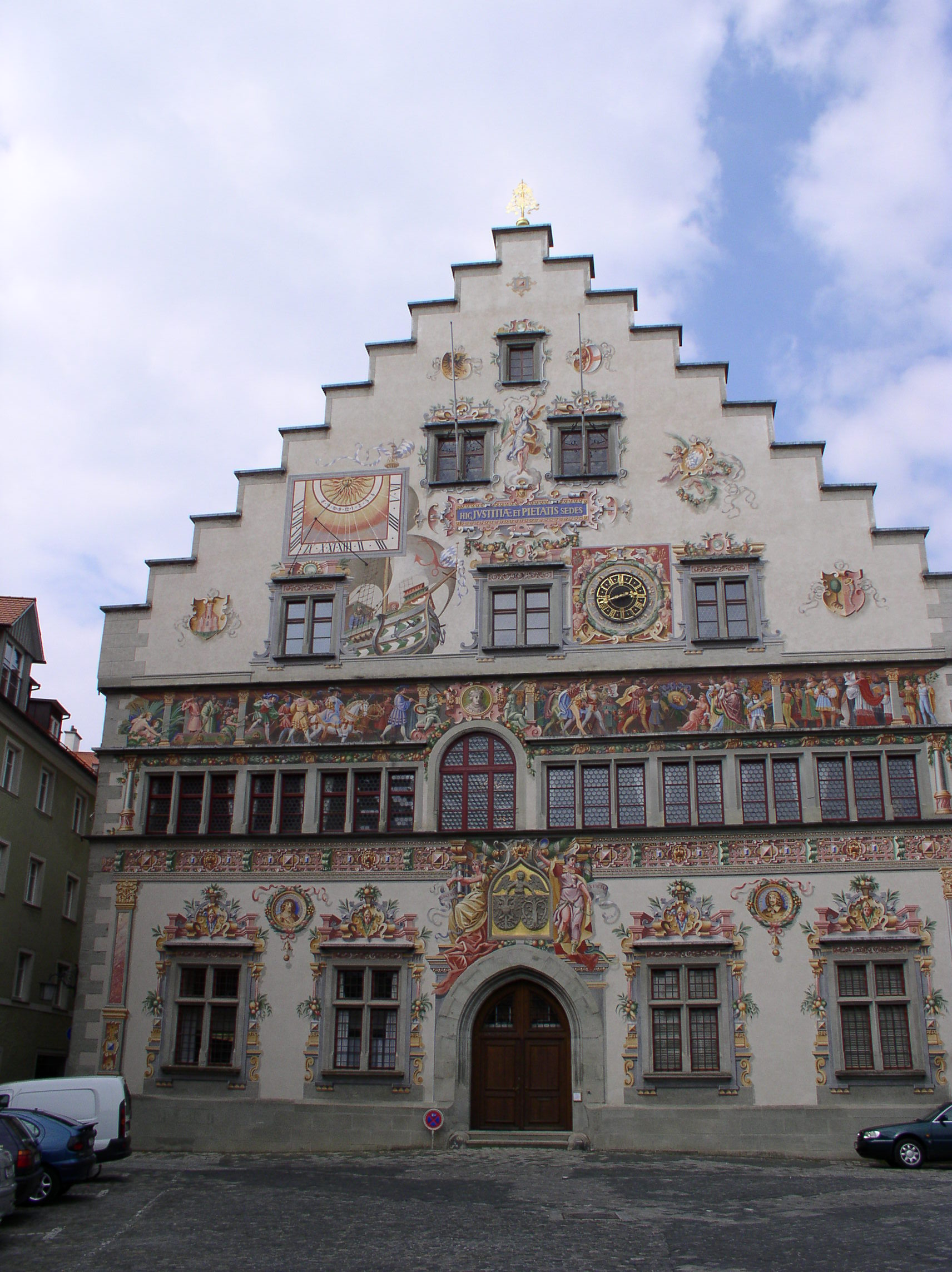
Vecchio municipio – Facciata posteriore
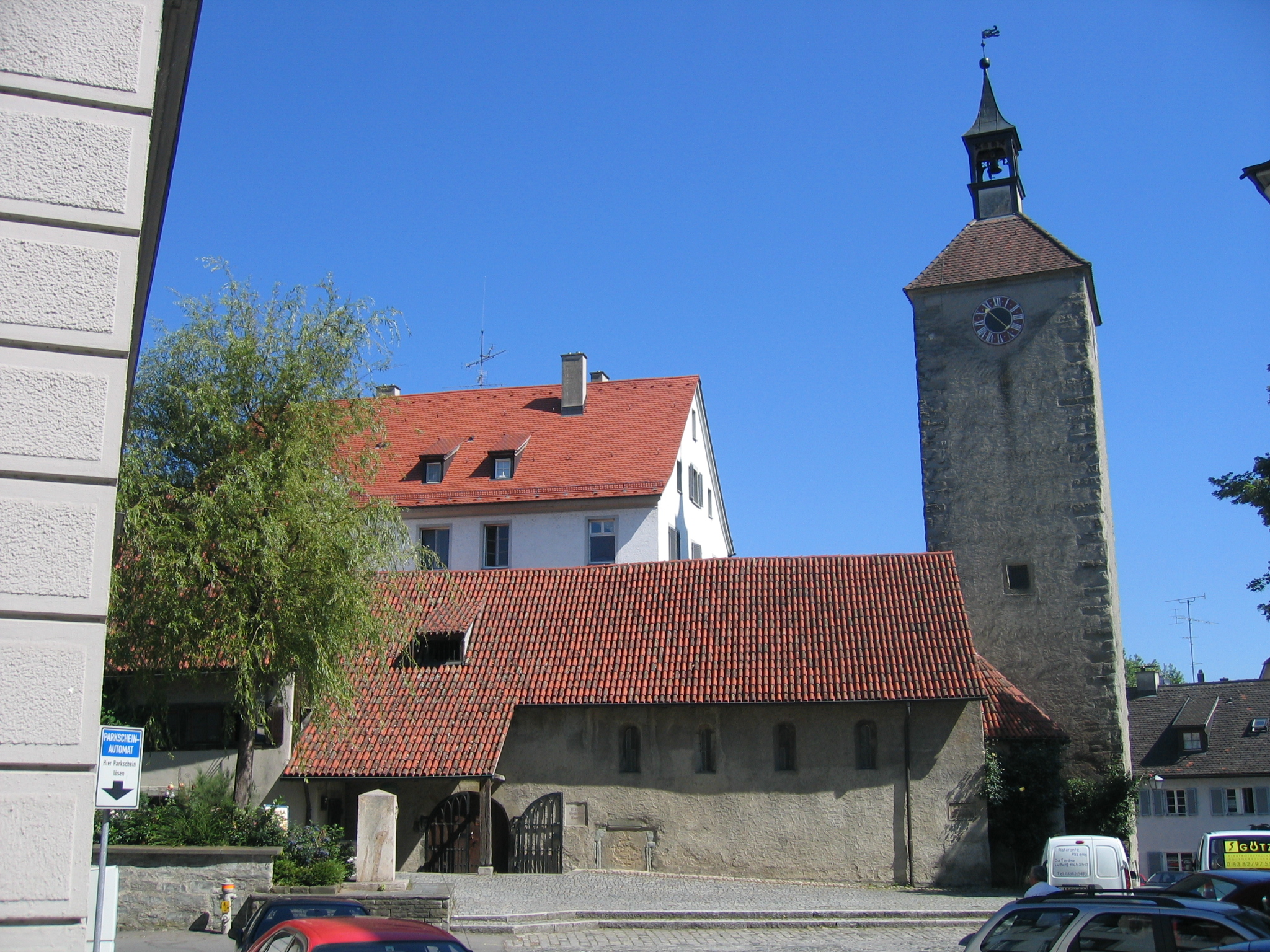
Chiesa di san Pietro e Schrannenplatz
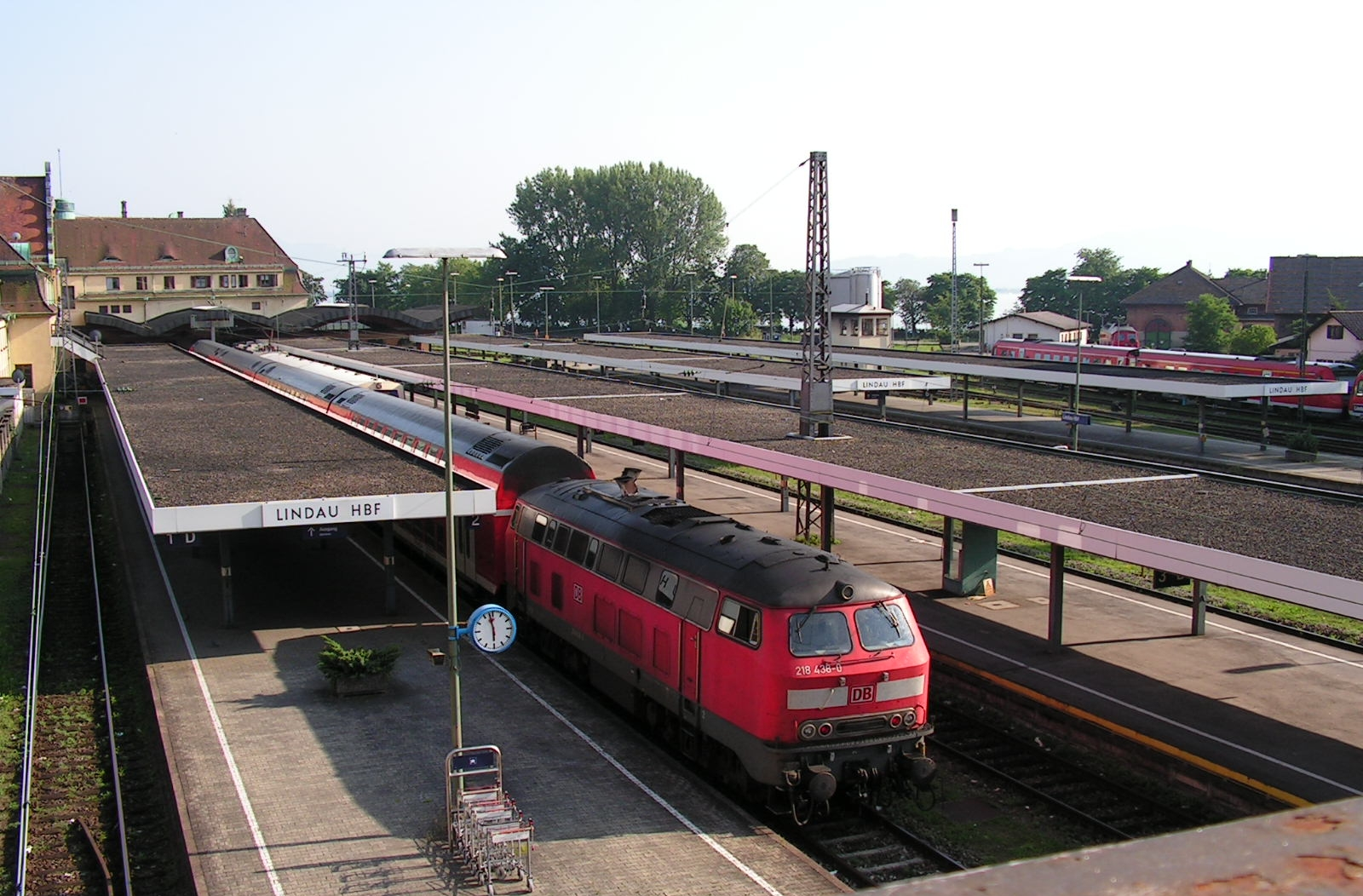
Stazione ferroviaria

### Storia

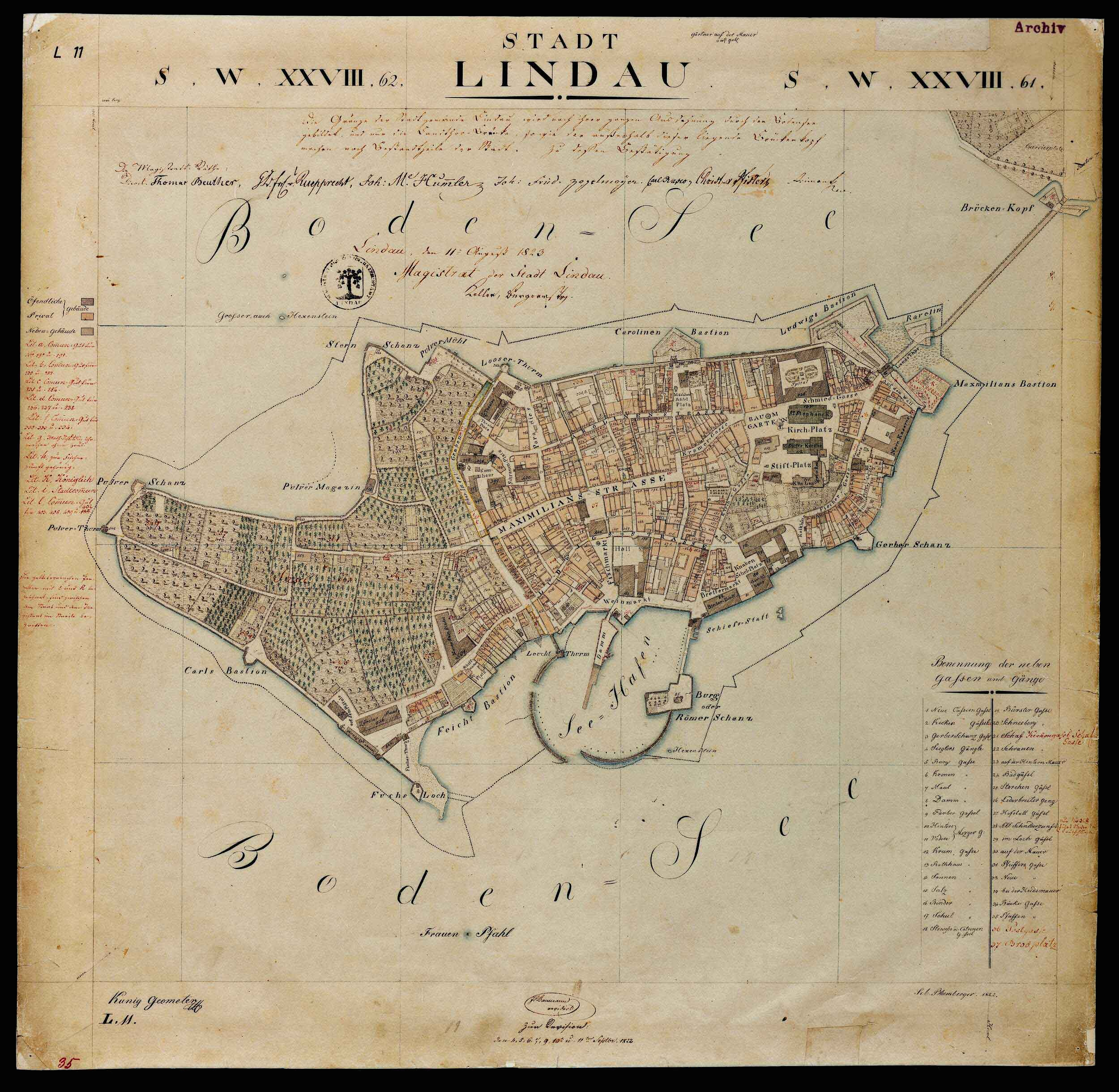
Pianta storica dell'isola del 1822
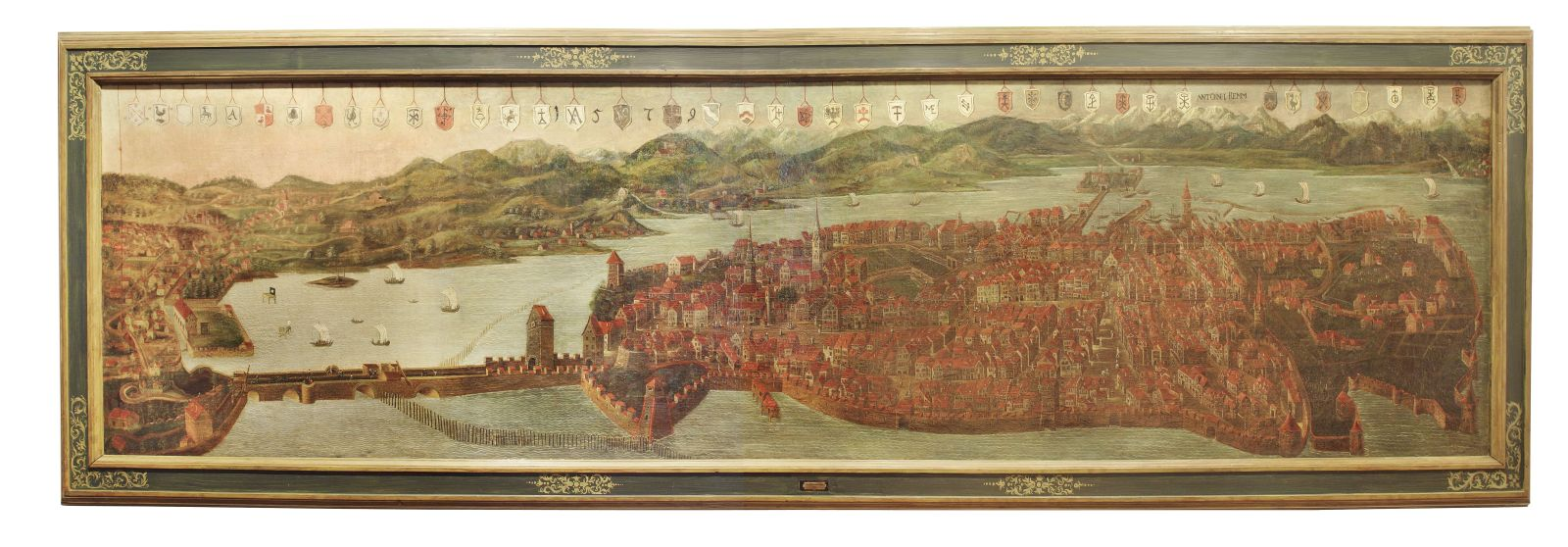
Lindau verso il 1579
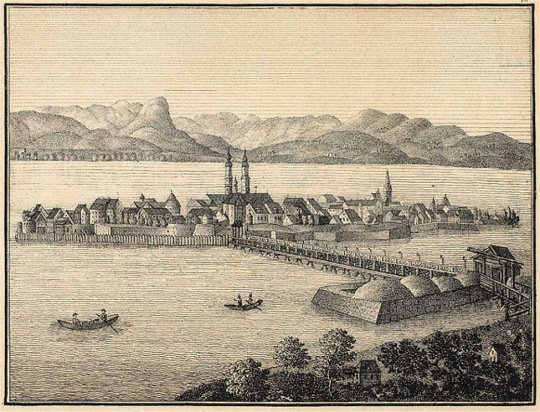
Lindau nel XVII secolo
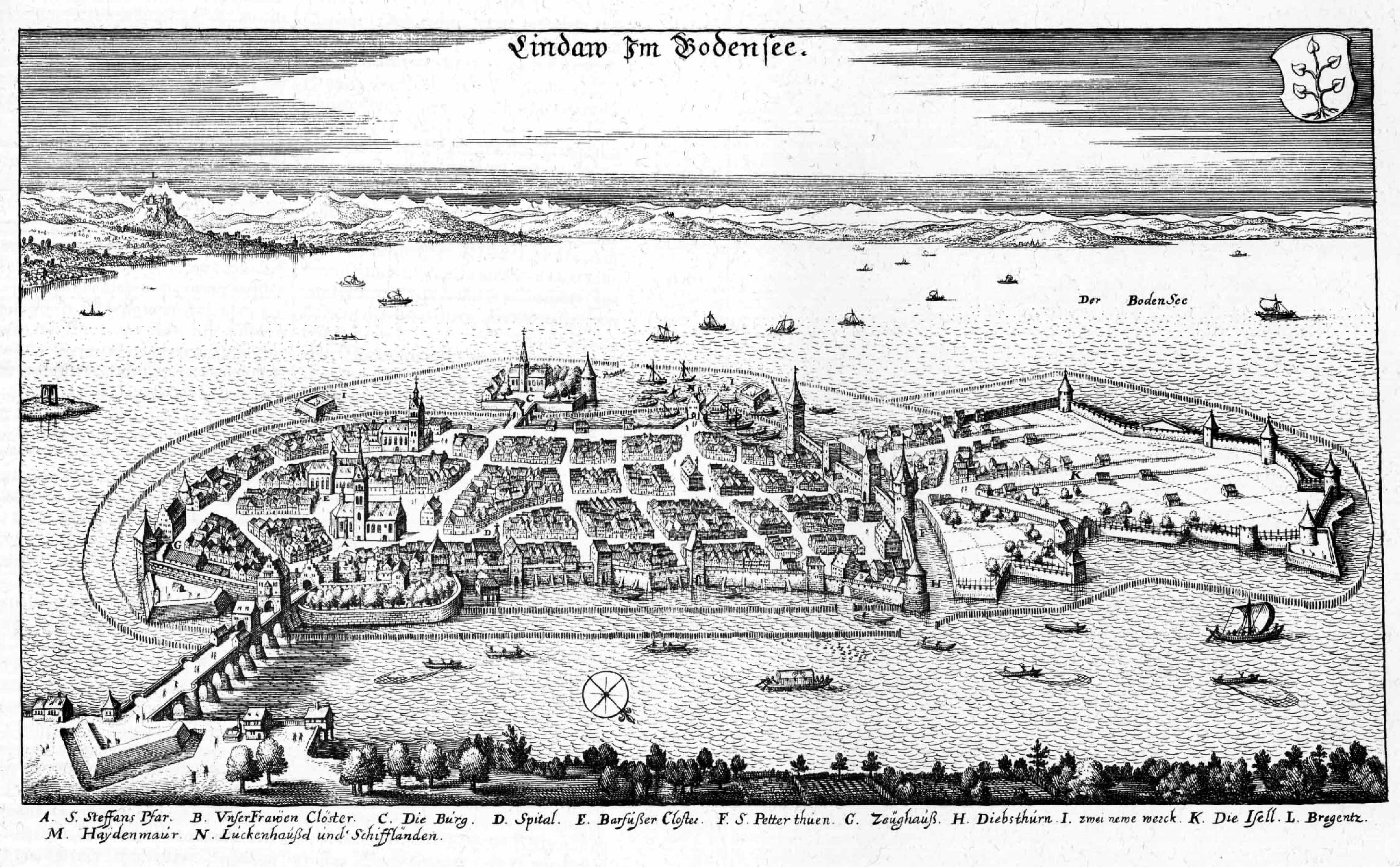
Lindau verso il 1650, incisione su rame di Caspar Merian

### Vedute aeree

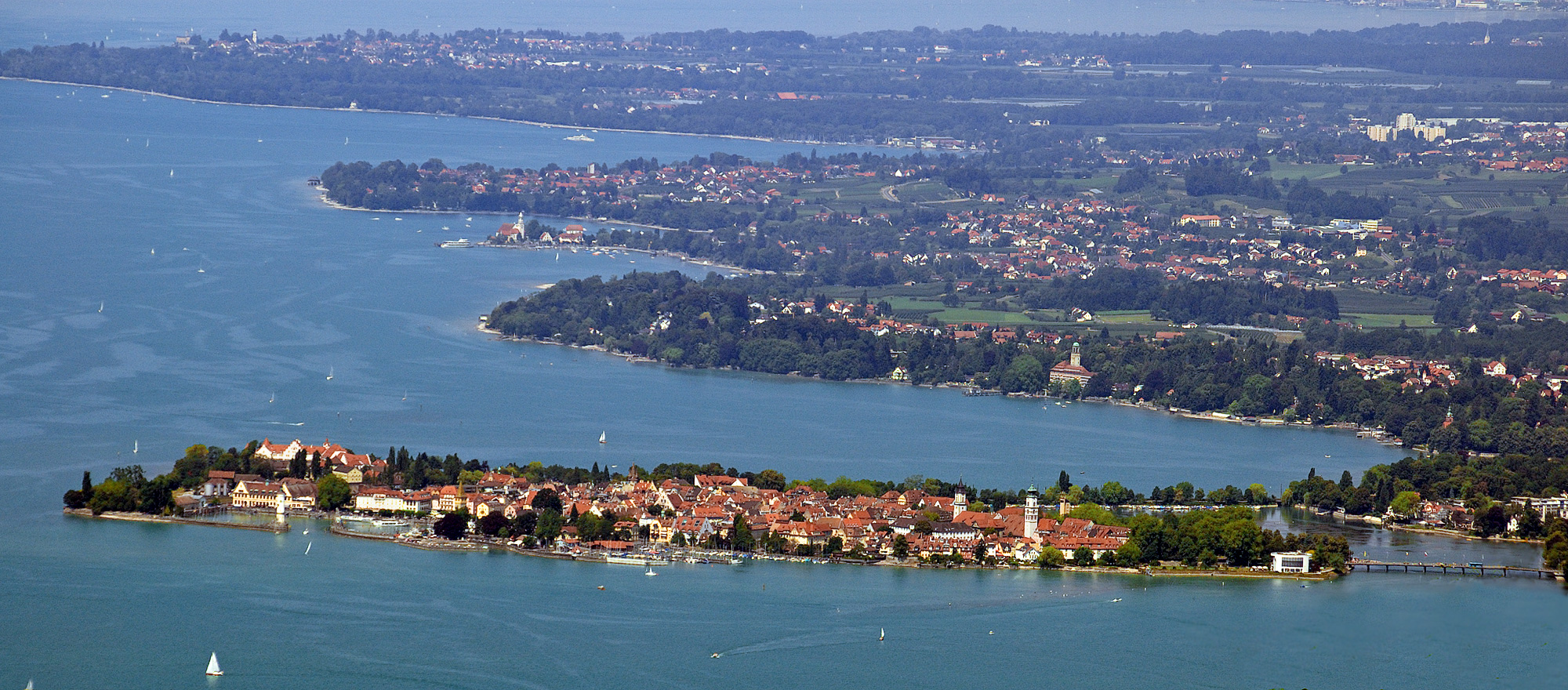
La città vecchia ripresa da Pfänder
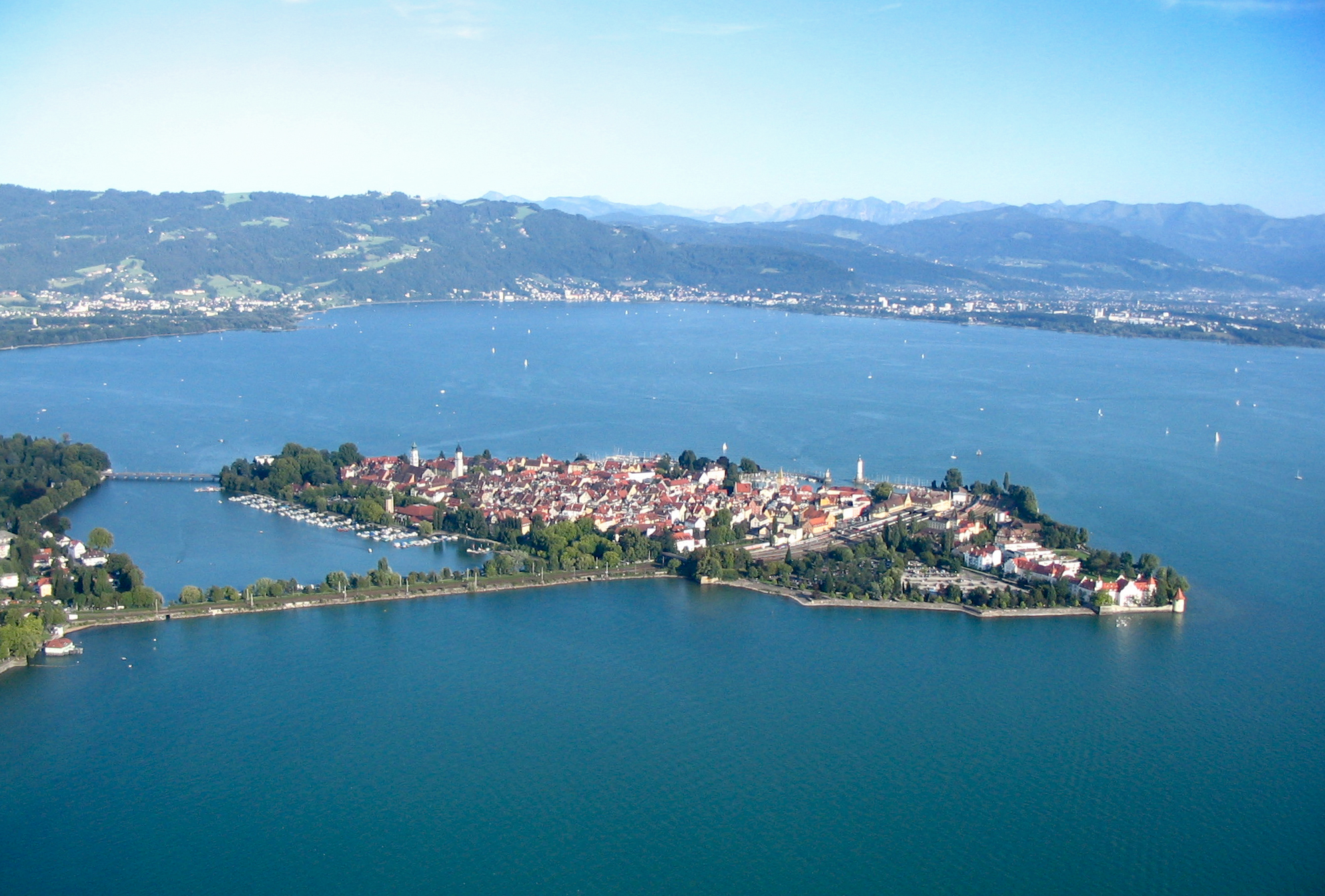
Veduta aerea di Lindau
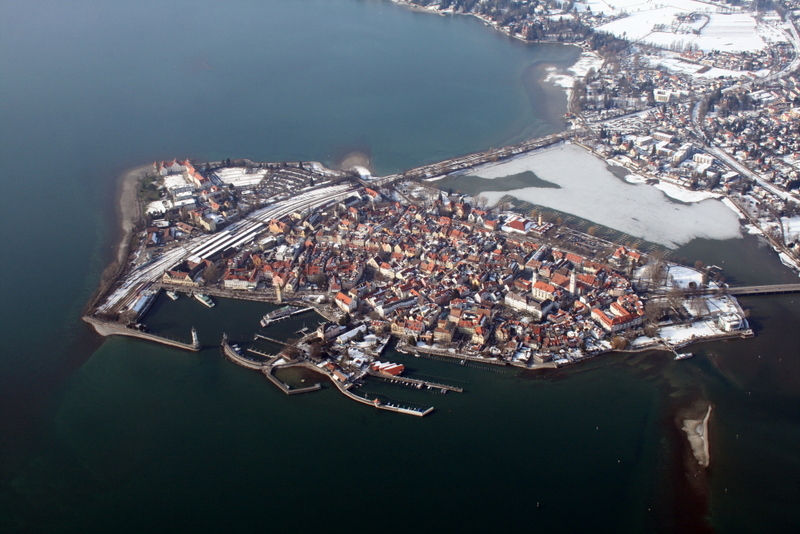
Lindau in inverno
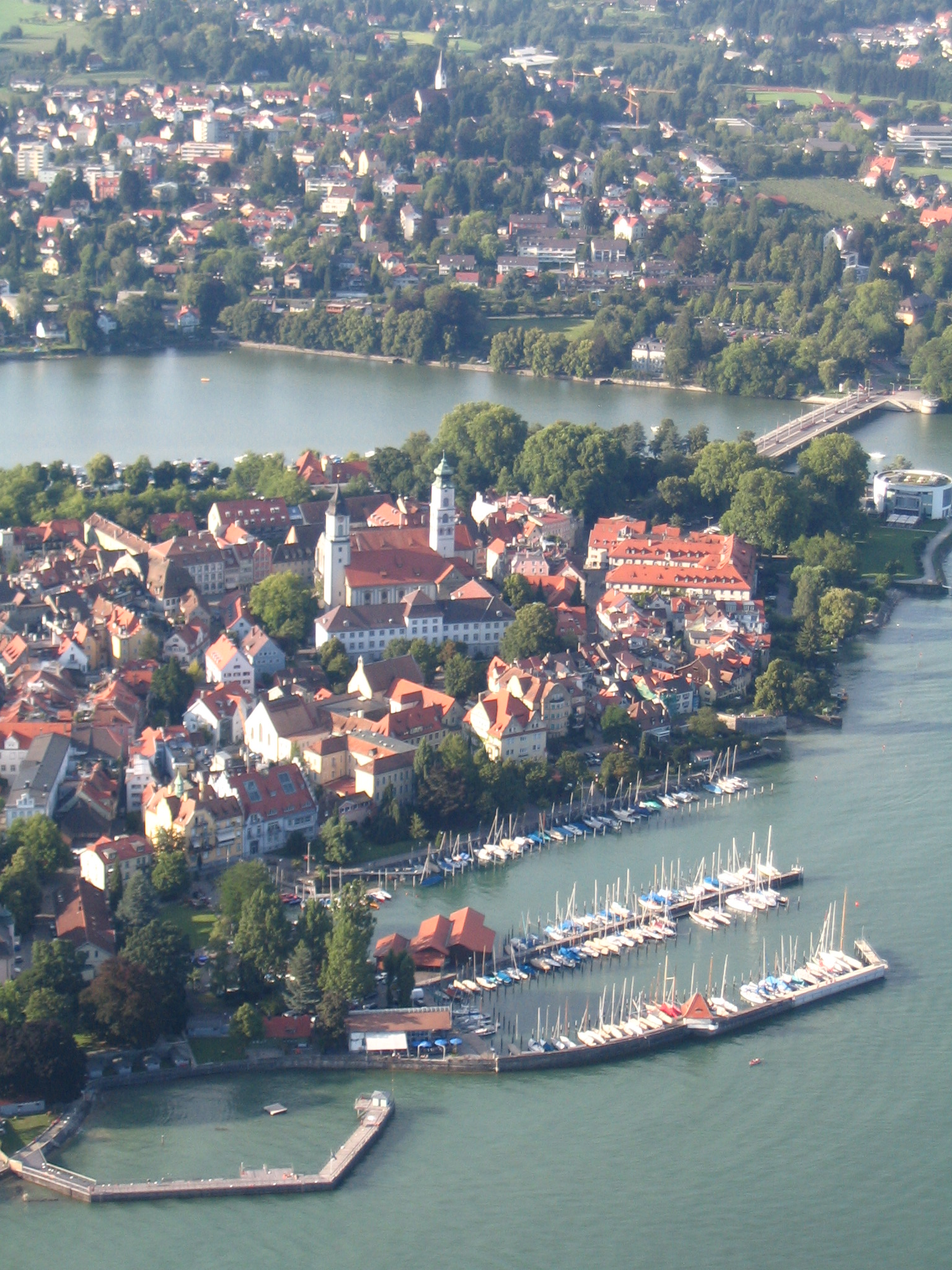
Città vecchia con la Cattedrale e la chiesa di Santo Stefano